# Светлосна терапија
Светлосна терапија (СТ) или фототерапија подразумева трансформацију светлосне енергије у хемијску, кинетичку или топлотну енергију како би се постигао жељени физиолошки резултат у организму. Као што је наведено у Првом закону о фотобиологији, светлосна енергија мора бити апсорбована од стране атома или молекула да би се покренуо физички или хемијски процес. Према томе, светлост која се користи за терапеутске примене мора бити апсорбована од стране специфичног хромофора у биолошком ткиву. Ова метода се данас претежно примењује у естетској и медицинској козметици, и алтернативној медицини.  

## Историја
Употреба светлосних зрака у терапеутске сврхе датира из древних времена. Још пре неколико миленијума људи су схватали да постоји веза између светлости и биолошких процеса у организмима живих бића.
У старом Египту, сунчева светлост је коришћена у медицинске сврхе, док је нешто касније у античкој Грчкој, Хипократ описао употребу сунчевих зрака у лечењу неких органских поремећаја и болести (метод познат као хелиотерапија).
Верује се да је фарски лекар Ниелс Финсен отац модерне фототерапије, који је за ту намену развио први вештачки извор светлости. Финсен је користио светлост кратке таласне дужине за лечење лупуса вулгариса и инфекције коже узроковане бациулом туберцулозе. Иако је Финсен сматрао да је да је благотворно дејство последица ултраљубичастог светла које убија бактерије, недавне студије су показале да сочива и систем филтера који не дозвољавају да прођу тако кратке таласне дужине, довело је до закључка да светлост од приближно 400 нанометара ствара реактивни кисеоник који би убио бактерије. Финсен је такође користио црвено светло за лечење лезија изазваних малим богињама. За свој допринос медицини Финсен је добио је Нобелову награду за физиологију или медицину 1903. године. Недостају научни докази за неке од његових третмана, а касније искорењивање малих богиња и развој антибиотика за туберкулозу учинили су светлосну терапију застарелом врстом терапије за ове болести.
Почетком 20. века светлосну терапију промовисали су Огист Ролије и Џон Харви Келог.
Од касног деветнаестог века до раних 1930-их, светлосна терапија се сматрала ефикасном и главном медицинском терапијом у Великој Британији за стања као што су варикозни чир, „болесна деца“ и широк спектар других стања. Контролисана испитивања медицинског научника Доре Колбрук, уз подршку Савета за медицинска истраживања, показала су да светлосна терапија није ефикасна за тако широк спектар стања.

## Основне информације
Да би се светлост која се користи за терапеутске сврхе могла применити она мора бити апсорбована од стране специфичног хромофора у биолошком ткиву. Хромофор може бити ендогени (природно присутан у ћелијама или ткиву), или егзогени (намерно додан у ћелије или ткиво за терапеутске сврхе). 
Светлосна енергија се таложи у ткиву док се фотони апсорбирају у ткиву. Апсорбована енергија се у великој мери претвара у топлоту. Васкуларни систем организма уклања топлоту из третиране површине током одређеног временског периода. Међутим, ако се топлота брзо развије, као што је код светла велике оптичка снага током кратког времена осветљења, делови ткива могу да кључају, испаравају, изгоре или чак експлодирају. С друге стране, иста укупна количина светлости која се примењује веома споро да би омогућило расипање топлоте васкуларним системом, првенствено води до фотохемијских реакција. Стога је брзина примене светлости једнако важна као и укупна количина апсорбоване светлости.
Светлост, и то на тачно одређеним таласним дужинама светлосног спектра, позитивно утиче на метаболички статус ткива тако што убрзава енергетске процесе унутар ћелије и стимулише њену регенерацију. Енергетски статус сваке ћелије првенствено зависи од присуства аденозин трифосфата. Бројна научна истраживања у области светлосне терапије су показала да светлост стимулише производњу ове материје унутар ћелије и побољшава локалну циркулацију, помажући снабдевање ткива хранљивим материјама, и елиминацију штетних материја. То доводи до убрзане обнове ткива и његове ревитализације. На овај начин, светлост утиче на имунитет кожног ткива и стимулише организам у борби против разних облика инфламаторних (запаљењских) реакција коже.
При сунчању се користи UV спектар, чије дејство UV зрака зависи од следећих фактора:
- дебљине ваздушног слоја
- надморске висине (веће је дејство UV зрака на планини него на мору)
- влажности ваздуха
- годишњег доба
- облачности
- загађености ваздуха
- доба дана

Најважнији принцип у СТ  јесте постепеност, а то је да се сунчање сваког дана продужава за 5 минута. Најповољније време сунчања је у периоду од 09:00 до 11:00 и од 15:00 до 18:00 h. 
При сунчању се саветује малој деци и старијим особама да се не излажу сунцу и да се после јела  не излажу сунце 2 h.

## Примена у медицини
Светлосна терапија се примењује у третману кожних обољења, као што су лупус, псоријаза, акне, ожиљци и др.
Примена светлосне терапије подразумева постојање вештачког извора светлости који емитује зраке видљивог или невидљивог дела спектра (ултра-љубичаста и инфрацрвена светлост). Овако изоловани, светлосни зраци продиру кроз кожу у ткиво, на које утичу на различите начине у зависности од таласне дужине. Управо избором одговарајуће таласне дужине, у кожи се изазивају само жељени ефекти.
У оквиру светлосне терапије постоји и примена боја. Свака боја поседује одређени стимуланс. Боје које се користе у светлосној терапији у сауни су: плава, црвена, жута и зелена.

## Биолошко и физиолошко дејство СТ

### Биолошко дејство
Код СТ имамо комплетно дејство светлосних зрака уз дејство климатских фактора. Дејство UV зрака је хемијско, јеr долази до распадања протеина и ствара се хистамин. Хистамин на крвне судове делује тако што их шири (вазодилатација). Препоручљиво се излагати UV зрацима уз спортске игре јер тако организам најбоље користи UV зраке. Поред ставрања хистамина долази и до мењања крвене слике. 

### Физиолошко дејство
Огледа се у јачању организама. Подиже се његова одбрамбена способност, побоњшава сан и апетит, замор изчезава, побољшава се чврстина коже, повећава се размена гасова, продубљује дисање, повећава се проценат хемоглобина, леукоцита и еритроцита. 

## Индикације
Главне индикације за СТ су:
- поремећај метаболизма калцијума и фосфора (рахитис, успорено окоштавање),
- реконвалесцентна стања,
- анемије,
- атоничне ране,
- фистуле код туберкулозе костију,
- остеомијелитис,
- туберкулоза плућа,
- ванзглобни реуматизам,
- кожна обољења,
- гинеколошка обољења.

## Контраиндикације
У контраиндикације за примену СТ спадају:
- органска обољења ЦНС-а,
- фебрилна стања,
- малигни тумори,
- артеросклероза тежег степена,
- висок крвни притисак,
- кахексија,
- декомпезације срца, бубрега и јетре,
- фотосензбилизација,
- фотодерматозе,
- крварења и склоност ка крварењу.